# Michael Essien
Michael Kojo Essien (sinh ngày 3 tháng 12 năm 1982) là cựu cầu thủ bóng đá chuyên nghiệp và huấn luyện viên người Ghana. Hiện tại anh đang là huấn luyện viên trưởng của câu lạc bộ Đan Mạch Nordsjælland. Thời còn thi đấu, anh là một tiền vệ toàn diện và nổi tiếng nhờ thể lực sung mãn và khả năng chơi tốt ở nhiều vị trí, kể cả hậu vệ cánh nên nhờ đó có biệt danh Bison (Bò rừng).
Essien khởi đầu sự nghiệp của mình tại câu lạc bộ quê nhà Liberty Professionals. Năm 2000, anh đến Pháp đầu quân cho Bastia và có ba mùa bóng tại đây trước khi đến Olympique Lyonnais, nơi anh giành hai chức vô địch Ligue 1. Năm 2005, anh chuyển đến Chelsea với phí chuyển nhượng 24,4 triệu bảng, giúp anh trở thành cầu thủ châu Phi đắt giá nhất thế giới vào thời điểm đó. Tại Chelsea, anh cùng câu lạc bộ có được hai danh hiệu vô địch Premier League, một danh hiệu UEFA Champions League, bốn lần vô địch Cúp FA và một League Cup. Essien còn có hai bàn thắng được bầu là Bàn thắng đẹp nhất mùa giải của Chelsea.
Essien là thành viên của đội tuyển U-17 Ghana xếp thứ ba tại Giải vô địch bóng đá U-17 thế giới 1999 và U-20 Ghana xếp thứ nhì tại Giải vô địch bóng đá U-20 thế giới 2001. Ở cấp độ đội tuyển quốc gia, anh bắt đầu thi đấu cho đội tuyển Ghana từ tháng 1 năm 2002 và từng tham dự World Cup 2006 cũng như ba lần góp mặt tại Cúp bóng đá châu Phi.

## Sự nghiệp câu lạc bộ
Michael Essien bắt đầu sự nghiệp thi đấu ở một câu lạc bộ Ghana là Liberty Professionals FC. Sau đó nhờ thành công tại Giải vô địch bóng đá U-17 thế giới năm 1999 nên anh được nhiều câu lạc bộ Châu Âu quan tâm trong đó có SC Bastia.

### SC Bastia
Tháng 7 năm 2000, Michael Essien ký hợp đồng với SC Bastia. Anh có trận đấu đầu tiên cho đội bóng Pháp vào ngày 30 tháng 9 năm 2000 gặp Metz khi được vào sân thay cho đội trưởng Laurent Casanova.
Giai đoạn đầu, anh thi đấu lùi sâu ở vị trí hậu vệ. Trong mùa giải đầu tiên với Bastia, anh được ra sân mười ba lần và có một bàn thắng trong trận thua Metz 3-2. Mùa giải tiếp theo 2001-02, Essien được huấn luyện viên Robert Nouzaret chuyển sang thi đấu ở vị trí tiền vệ và anh cùng với Nicolas Dieuze và Cyril Jeunechamp tạo thành bộ khung tuyến giữa của Bastia và đã ghi những bàn thắng quan trọng trong các trận đấu với Nantes, Lorient và Guingamp. Ngày 12 tháng 1 năm 2002, Essien ghi bàn gỡ hòa trong trận đấu kết thúc với tỉ số 2-2 tại Sân vận động Vélodrome của Marseille. Anh cũng ghi bàn tại Cúp Liên đoàn bóng đá Pháp (Coupe de la Ligue) trong trận đấu với Le Mans.
Trong mùa giải 2002-03, anh thường xuyên có mặt trong đội hình chính thức của huấn luyện viên Gérard Gili. Ngay trong trận đầu tiên của mùa giải, anh đã ghi bàn vào lưới Lens và sau đó lập công trong chiến thắng bất ngờ 2–0 trước Lyon. Phong độ của Essien giúp anh được các câu lạc bộ lớn của Pháp như Paris Saint-Germain, Lyon và Marseille đề nghị chuyển nhượng, nhất là khi cuối mùa bóng 2002-03, anh giúp Bastia giành quyền tham dự Cúp UEFA mùa bóng năm sau.

### Olympique Lyonnais
Paris Saint-Germain đã đưa ra mức giá chuyển nhượng cao nhất cho Essien và đã được Bastia chấp thuận nhưng Essien đã từ chối gia nhập PSG mà đồng ý hợp đồng của Lyon, đội bóng đã trả cho Bastia 7,8 triệu €, đưa ra. Tại Lyon, anh khoác áo số 4 và được bố trí đá ở tuyến giữa hàng tiền vệ cùng với Juninho Pernambucano, Edmilson và Mahamadou Diarra. Anh có trận đấu đầu tiên cho Lyon vào ngày 27 tháng 7 năm 2003 trong trận tranh Siêu cúp bóng đá Pháp với Auxerre và cũng ngay lập tức có được bàn thắng đầu tiên để đem về chiến thắng chung cuộc 2–1 cho Lyon. Đây cũng là danh hiệu đầu tiên trong sự nghiệp thi đấu của Essien.
Essien ghi được bàn thắng đầu tiên tại Ligue 1 cho Lyon trong chiến thắng 3–1 trước AS Monaco. Anh có được vị trí chính thức trong suốt mùa giải với 33 lần ra sân tại giải bóng đá hạng nhất nước Pháp, ghi được thêm hai bàn thắng tỏng các trận đấu với Bordeaux và Rennes. Ngày 23 tháng 5 năm 2004, Lyon chính thức có được danh hiệu vô địch Ligue 1 lần thứ ba liên tiếp sau chiến thắng 3-0 trước Lille tại Stade Gerland. Tại UEFA Champions League 2003-04, Essien thi đấu tám trên mười trận đấu của Lyon và đội bóng của anh đã bị loại ở tứ kết bởi đội bóng Bồ Đào Nha sau cũng trở thành nhà vô địch là Porto.
Trong mùa giải 2004–05, Essien chỉ vắng mặt duy nhất một trận đấu tại giải bóng đá hạng nhất nước Pháp và góp công giúp Lyon bảo vệ thành công ngôi vị vô địch. Anh cũng ghi được ba bàn thắng và phải lãnh đến 11 thẻ vàng. Thành tích xuất sắc của Essien giúp anh giành được danh hiệu Cầu thủ xuất sắc nhất năm của Hiệp hội cầu thủ chuyên nghiệp Pháp (Union nationale des footballeurs professionnels - UNFP). Còn tại UEFA Champions League 2004-05, Essien tiếp tục giúp Lyon vào đến tứ kết với năm bàn thắng trên tổng số 930 phút thi đấu trong đó có một cú đúp trong chiến thắng lịch sử 7-2 trước đội bóng Đức Werder Bremen. Tuy nhiên một lần nữa Lyon lại bị loại ở tứ kết, lần này là bởi đội bóng Hà Lan PSV Eindhoven. Cuối mùa giải, Essien còn giành được danh hiệu Cầu thủ xuất sắc nhất năm của Ligue 1 và được đề cử cho danh hiệu Cầu thủ xuất sắc nhất năm của FIFA năm 2005.

### Chelsea
Mặc dù Olympique Lyonnais tuyên bố không bán Michael Essien nhưng sau một thời gian đàm phán kéo dài, ngày 14 tháng 8 năm 2005, anh chính thức chuyển đến đội bóng nước Anh Chelsea với giá chuyển nhượng 24,4 triệu £. Vào thời điểm đó, giá trị chuyển nhượng này không những giúp anh trở thành cầu thủ châu Phi đắt giá nhất trong lịch sử (kỷ lục này sau đó bị phá vỡ bởi Emmanuel Adebayor khi tiền đạo người Togo đến Manchester City với giá chuyển nhượng 25 triệu £) mà còn vượt qua kỷ lục chuyển nhượng của chính câu lạc bộ Chelsea (kỷ lục trước đó thuộc về Didier Drogba với giá chuyển nhượng 24 triệu £). Tại Chelsea, Essien khoác áo số 5.

#### 2005 - 2008
Michael Essien thi đấu trận đầu tiên cho Chelsea FC khi vào sân thay người trong trận đấu tại Premier League với Arsenal vào ngày 20 tháng 8 năm 2005. Trận đấu đầu tiên trọn vẹn 90 phút của anh cho Chelsea là trận đấu gặp West Bromwich. Từ đó, Michael Essien thường xuyên xuất hiện trong đội hình chính thức Chelsea.
Tại UEFA Champions League 2005-06, Michael Essien thi đấu không được thành công như trong màu áo Lyon. Ngày 15 tháng 12 năm 2005, anh bị UEFA cấm thi đấu hai trận sau pha phạm lỗi với tiền vệ người Đức Dietmar Hamann của Liverpool tại vòng bảng và hậu quả là anh không thể ra sân trong hai trận đấu lượt đi và về vòng 1/16 gặp FC Barcelona mà chung cuộc Chelsea đã để thua 3-2 sau hai lượt đấu.
Michael Essien ghi bàn thắng đầu tiên cho Chelsea trong trận đấu gặp Tottenham Hotspur từ đường chuyền của Shaun Wright-Phillips và sau đó anh có bàn thắng thứ hai vào lưới Everton vào ngày 17 tháng 4 năm 2006 trong chiến thắng 3-0 của Chelsea.
Trong mùa giải 2006-07, Michael Essien thể hiện một phong độ chói sáng. Anh ghi bàn thắng đầu tiên cho Chelsea tại UEFA Champions League bằng bàn thắng vào lưới Werder Bremen trong chiến thắng 2-0. Sau đó, anh giúp Chelsea tìm được một trận hòa với Arsenal tại Premier League bằng bàn thắng từ khoảng cách 35 mét và bàn thắng này sau đó đã được cổ động viên Chelsea bình chọn là Bàn thắng đẹp nhất mùa giải. Essien xuất hiện trong đội hình chính thức trong tất cả các trận đấu trên mọi mặt trận của Chelsea. Khi đội trưởng John Terry chấn thương vào tháng 1 năm 2007 thì anh phải lui về đá ở vị trí trung vệ. Tháng 3 năm 2007, Essien dính chấn thương và phải nghỉ thi đấu hai tuần. Vừa trở lại sau chấn thương, Michael Essien đã ghi bàn ấn định tỉ số 3-2 sau hai lượt đi và về vòng tứ kết UEFA Champions League vào lưới Valencia tại Sân vận động Mestalla và đưa Chelsea vào bán kết gặp Liverpool. Tại đây Chelsea đã thua Liverpool trong những loạt sút luân lưu. Ngày 6 tháng 5 năm 2007, anh lạp công trong trận hòa 1-1 với Arsenal tại vòng 37 Premier League 2006-07. Ngày 15 tháng 5 năm 2007, Essien được các cổ động viên Chelsea bầu chọn là Cầu thủ xuất sắc nhất của Chelsea mùa bóng 2006-2007 và cũng trở thành cầu thủ châu Phi đầu tiên có được danh hiệu này. Anh kết thúc mùa giải với 54 trận cho Chelsea và ghi được 6 bàn thắng.
Mùa giải 2007-08, ngay trận đấu đầu tiên của Chelsea tại Premier League 2007-08 gặp Birmingham City vào ngày 13 tháng 8 năm 2007, Essien đã ghi bàn ấn định tỉ số 3-2. Vào giai đoạn cuối mùa giải, bàn thắng duy nhất của anh đã đem về chiến thắng 1-0 cho Chelsea trước Everton tại Goodison Park, duy trì cuộc chạy đua danh hiệu vô địch với Manchester United. Trong trận Chung kết UEFA Champions League 2008, Essien góp công rất lớn vào bàn gỡ hòa của Chelsea khi cú sút của anh chạm chân các hậu vệ Manchester United đổi hướng tạo điều kiện cho Frank Lampard chớp thời cơ ghi bàn. Kết thúc mùa giải, Chelsea giành ngôi á quân ở ba giải đấu là League Cup, FA Premier League và UEFA Champions League.

#### 2008 - 2014
Ngày 22 tháng 7 năm 2008, Essien ký hợp đồng mới 5 năm với Chelsea, theo đó anh sẽ thi đấu cho câu lạc bộ này đến năm 2013. Đây là phần thưởng xứng đáng cho những đóng góp của anh cho câu lạc bộ.
Ngày 10 tháng 9 năm 2008, khi mà mùa giải 2008-2009 chỉ mới bắt đầu, Essien đã bị chấn thương đầu gối rất nghiêm trọng trong trận Ghana thua Libya 0-1 tại vòng loại World Cup 2010 khu vực châu Phi. Với chấn thương trên anh phải nghỉ thi đấu ít nhất năm tháng.
Ngày 10 tháng 3 năm 2009, sau hơn sáu tháng bị chấn thương hành hạ, Essien đã trở lại đội hình chính thức Chelsea trong trận lượt về vòng 1/16 UEFA Champions League 2008–09 gặp câu lạc bộ Ý Juventus. Vừa trở lại sau chấn thương, Essien đã ghi bàn thắng cân bằng tỉ số 1-1 cho Chelsea sau pha đệm bóng cận thành từ cú sút dội xà của Frank Lampard và trận đấu kết thúc với tỉ số 2-2, đưa tổng tỉ số sau hai lượt đi về là 3-2 nghiêng về Chelsea. Đến ngày 15 tháng 3, trong trận gặp Manchester City tại Premier League, Essien đã ghi bàn thắng duy nhất của trận đấu sau khi sút nối hạ gục thủ thành Shay Given. Đây cũng là bàn thắng thứ hai liên tiếp của Essien cho Chelsea sau thời gian dài bị chấn thương hành hạ. Ngày 6 tháng 5 năm 2009, trong trận bán kết lượt về UEFA Champions League 2008–09, Essien đã ghi một bàn thắng tuyệt đẹp mở tỉ số trận đấu từ một cú volley chân trái từ khoảng cách ngoài vòng cấm địa ở phút thứ 9. Bàn thắng này sau đó được các cổ động viên Chelsea bầu chọn là bàn thắng của mùa giải. Tuy nhiên cánh cửa vào trận chung kết UEFA Champions League 2008–09 của Chelsea đã bị chặn lại bởi bàn thắng gỡ hòa 1-1 ở phút 90+3 của Andrés Iniesta do luật bàn thắng trên sân đối phương. Essien có trận đấu cuối cùng tại mùa giải 2008-09 gặp Everton trong trận chung kết Cúp FA 2008-09. Tuy nhiên đó là một ngày thi đấu không thành công của anh khi anh thi đấu không mấy hiệu quả và bị thay ra bởi Michael Ballack ở phút 61.
Ngày 21 tháng 11 năm 2009, trong trận đấu vòng 12 Premier League 2009-10 với Wolverhampton Wanderers, Essien đã lập được một cú đúp trong chiến thắng 4-0 của Chelsea. Bàn đầu tiên là một cú đánh đầu từ quả phạt góc của Florent Malouda và bàn thứ hai là một cú sút xa từ khoảng cách 25m.
Ngày 8 tháng 12, trong trận đấu cuối cùng vòng bảng UEFA Champions League 2009-10 với APOEL Nicosia, Essien đã ghi bàn gỡ hòa 1-1 từ một cú sút ngoài vòng cấm nhưng đến phút 23, anh gặp phải chấn thương và được thay ra sân bằng Frank Lampard. Một ngày sau đó, câu lạc bộ Chelsea chính thức thông báo Essien sẽ nghỉ thi đấu ít nhất 4 tuần do phải điều trị chấn thương rách gân chân.
Ngày 5 tháng 6 năm 2010, Essien đã chính thức ký vào bản hợp đồng gia hạn thêm hai năm với Chelsea, giúp anh gắn bó với sân Stamford Bridge đến năm 2015. Ngày 17 tháng 7, Essien trở lại sau thời gian dài bị chấn thương trong trận đấu giao hữu chuẩn bị cho mùa giải 2010-11 với Crystal Palace đã ghi bàn thắng duy nhất của trận đấu.
Ngày 11 tháng 9, Essien có được bàn thắng đầu tiên trong mùa giải 2010-11 khi lập cú đúp trong chiến thắng 3-1 trước West Ham United. Bốn ngày sau, anh ghi bàn thắng mở tỉ số trong chiến thắng 4-1 trước MŠK Žilina tại trận đấu đầu tiên của Chelsea tại UEFA Champions League 2010-11. Ngày 10 tháng 11, Essien đã ghi bàn thắng duy nhất trong chiến thắng 1-0 trước Fulham nhưng đã phải nhận thẻ đỏ ở cuối trận do phạm lỗi thô bạo với Clint Dempsey.
Trong khi luyện tập chuẩn bị cho mùa giải 2011-12 dưới thời tân huấn luyện viên André Villas-Boas, Essien bị chấn thương dây chằng đầu gối và được chẩn đoán là phải nghỉ thi đấu sáu tháng sau ca phẫu thuật thành công. Anh trở lại sân cỏ vào ngày 9 tháng 1 năm 2012 trong trận thua 3-2 của đội trẻ Chelsea với đội trẻ West Brom và có trận đấu đầu tiên tại Premier League 2011-12 trong trận thắng 1-0 trước Sunderland.
Sau khi trở về từ Real Madrid vào đầu mùa giải 2013-14, Essien do tuổi tác không còn được trọng dụng và do đó anh đã quyết định ra đi trong kỳ chuyển nhượng mùa đông. Sau tám năm rưỡi gắn bó với Chelsea, anh đã có tổng cộng 256 trận đấu và ghi được 25 bàn thắng.

### Cho mượn tại Real Madrid
Ngày 31 tháng 8 năm 2012, Essien đến Real Madrid theo bản hợp đồng cho mượn có thời hạn một năm, nơi anh gặp lại huấn luyện viên cũ tại Chelsea là ông José Mourinho. Ngày 18 tháng 9 năm 2012, anh có trận đầu tiên cho Real Madrid trong trận đấu tại UEFA Champions League 2012-13 với Manchester City. Anh có trận đấu đầu tiên tại La Liga trong chiến thắng 2-0 trước Rayo Vallecano gần một tuần sau đó.
Ngày 3 tháng 11 năm 2012, Essien ghi bàn thắng đầu tiên cho Real Madrid trong chiến thắng 4-0 trước Real Zaragoza. Trong trận đấu cuối cùng của La Liga 2012-13 và cũng là trận đấu cuối cùng của Mourinho trên cương vị huấn luyện viên trưởng Real Madrid thắng Osasuna 4-2, Essien đã ghi tên mình trên bảng tỉ số.

### AC Milan
Ngày 27 tháng 1 năm 2014, Essien đã ký hợp đồng có thời hạn một năm rưỡi với Milan. Anh có trận đấu đầu tiên cho đội bóng nước Ý vào ngày 8 tháng 2 nhưng Milan đã bị Napoli đánh bại với tỉ số 3-1.

### Panathinaikos
Ngày 2 tháng 6 năm 2015, Essien ký hợp đồng có thời hạn hai năm với câu lạc bộ của Hy Lạp Panathinaikos.

## Sự nghiệp đội tuyển quốc gia
Sự nghiệp thi đấu quốc tế của Essien bắt đầu từ đội tuyển U-17 Ghana và được chọn tham dự Giải vô địch bóng đá U-17 thế giới 1999 tại New Zealand, nơi U-17 Ghana đã giành huy chương đồng. Năm 2001, anh là thành viên đội tuyển U-20 Ghana dự Giải vô địch bóng đá U-20 thế giới tại Argentina và thi đấu rất thành công với vị trí á quân chung cuộc. Năm 2002, anh cùng Ghana tham dự Cúp bóng đá châu Phi 2002 và có trận đấu đầu tiên với Maroc ngày 21 tháng 1.
Năm 2006, anh cùng đội tuyển Ghana tham dự World Cup 2006 tại Đức. Đây cũng là Giải vô địch bóng đá thế giới đầu tiên mà đội tuyển nước này tham dự. Ghana cùng bảng E với Ý, Cộng hòa Séc và Mỹ. Ghana xếp thứ hai trong bảng sau Ý khi lần lượt đánh bại Cộng hòa Séc 2-0 và Mỹ 2-1. Tại vòng 1/16, Ghana gặp đương kim vô địch Brasil mà không có Essien trong đội hình vì thẻ phạt. Ghana thua Brasil 3-0 và rời giải.
Essien được đề cử cho danh hiệu Cầu thủ xuất sắc nhất thế giới 2006 vào ngày 2 tháng 10 năm 2006. Một tuần sau, anh tiếp tục được đề cử cho danh hiệu Ballon d'Or. Essien kết thúc năm 2006 với việc đứng thú ba trong cuộc bầu chọn Cầu thủ xuất sắc nhất châu Phi. Tuy nhiên vào đầu năm 2007, anh đã giành danh hiệu Cầu thủ xuất sắc nhất châu Phi do khán thính giả đài BBC bình chọn.
Ngày 10 tháng 10 năm 2007, Essien lại được đề cử cho danh hiệu Cầu thủ xuất sắc nhất thế giới 2007 và nằm trong top 15., ngày 21 tháng 10 là đề cử cho danh hiệu Ballon d'Or 2007. Ngày 12 tháng 12 năm 2007, Essien được đề cử cho danh hiệu Cầu thủ xuất sắc nhất châu Phi 2007 và lần này anh về hạng nhì sau Frédéric Kanouté.
Tại Cúp bóng đá châu Phi 2008 tổ chức tại Ghana, một lần nữa tài năng của Essien lại giúp đội tuyển Ghana giành ngôi vị hạng ba chung cuộc. Anh được bầu vào đội hình tiêu biểu của Cúp bóng đá châu Phi 2008 khi giải đấu kết thúc.
Tại vòng loại World Cup 2010 khu vực châu Phi, khi thi đấu cho đội tuyển Ghana, anh bị đau nặng sau pha va chạm với cầu thủ đối phương trong trận đấu với Lybia. Chấn thương này khiến anh phải nghỉ thi đấu ít nhất 5 tháng và vị trí tiền vệ phòng ngự của anh ở Chelsea được thay thế bởi John Obi Mikel. Ngày 24 tháng 12 năm 2008, Essien nhận danh hiệu Cầu thủ xuất sắc nhất trong năm của bóng đá Ghana. Ngày 7 tháng 9 năm 2009, Essien cùng Sulley Muntari đã ghi bàn trong chiến thắng 2-0 trước Sudan qua đó giành quyền dự World Cup 2010 tại Nam Phi. Đây cũng là lần thứ hai liên tiếp Essien và đồng đội có mặt tại ngày hội bóng đá lớn nhất hành tinh.
Ngày 27 tháng 5 năm 2010, Liên đoàn bóng đá Ghana (GFA) khẳng định Essien không thể tham dự World Cup 2010 do chấn thương của anh không kịp bình phục cho đến cuối tháng 7. Kết luận được đưa ra sau cuộc kiểm tra y tế chung của họ với Chelsea. Từ đó, anh tuyên bố rằng mình sẽ không chơi cho đội tuyển quốc gia Ghana nữa mà tập trung vào sự nghiệp câu lạc bộ tại Chelsea, vì anh đã dính hai chấn thương nặng khi chơi cho đội tuyển nước này. Tuy nhiên, sau khi bình phục chấn thương anh đã trở lại thi đấu cho đội tuyển.
Tháng 6 năm 2014, Essien được huấn luyện viên James Kwesi Appiah chọn vào danh sách 23 cầu thủ Ghana tham dự World Cup 2014 tại Brasil. Anh ra sân được một lần tại giải đấu này, từ băng ghế dự bị trong trận thua Mỹ 2–1.

## Thống kê sự nghiệp
Tính đến 26 tháng 1 năm 2016
| Câu lạc bộ          | Mùa bóng            | Giải vô địch quốc gia | Giải vô địch quốc gia | Giải vô địch quốc gia | Cúp quốc gia | Cúp quốc gia | Cúp liên đoàn | Cúp liên đoàn | Cúp Châu lục | Cúp Châu lục | Giải đấu khác | Giải đấu khác | Tổng cộng | Tổng cộng |
| Câu lạc bộ          | Mùa bóng            | Giải đấu              | Số trận               | Bàn thắng             | Số trận      | Bàn thắng    | Số trận       | Bàn thắng     | Số trận      | Bàn thắng    | Số trận       | Bàn thắng     | Số trận   | Bàn thắng |
| ------------------- | ------------------- | --------------------- | --------------------- | --------------------- | ------------ | ------------ | ------------- | ------------- | ------------ | ------------ | ------------- | ------------- | --------- | --------- |
| Bastia              | 2000–01             | Ligue 1               | 13                    | 1                     | 2            | 0            | 0             | 0             | —            | —            | —             | —             | 15        | 1         |
| Bastia              | 2001–02             | Ligue 1               | 24                    | 4                     | 4            | 0            | 2             | 1             | 0            | 0            | —             | —             | 30        | 5         |
| Bastia              | 2002–03             | Ligue 1               | 29                    | 6                     | 1            | 0            | 1             | 0             | —            | —            | —             | —             | 31        | 6         |
| Bastia              | Tổng cộng           | Tổng cộng             | 66                    | 11                    | 7            | 0            | 3             | 1             | —            | —            | —             | —             | 76        | 12        |
| Lyon                | 2003–04             | Ligue 1               | 34                    | 3                     | 2            | 0            | 1             | 0             | 8            | 0            | 1             | 1             | 46        | 4         |
| Lyon                | 2004–05             | Ligue 1               | 37                    | 4                     | 2            | 0            | 0             | 0             | 10           | 5            | 1             | 0             | 50        | 9         |
| Lyon                | Tổng cộng           | Tổng cộng             | 71                    | 7                     | 4            | 0            | 1             | 0             | 18           | 5            | 2             | 1             | 96        | 13        |
| Chelsea             | 2005–06             | Premier League        | 31                    | 2                     | 4            | 0            | 1             | 0             | 6            | 0            | —             | —             | 42        | 2         |
| Chelsea             | 2006–07             | Premier League        | 33                    | 2                     | 5            | 1            | 6             | 1             | 10           | 2            | 1             | 0             | 55        | 6         |
| Chelsea             | 2007–08             | Premier League        | 27                    | 6                     | 2            | 0            | 4             | 0             | 12           | 0            | 1             | 0             | 46        | 6         |
| Chelsea             | 2008–09             | Premier League        | 11                    | 1                     | 3            | 0            | 0             | 0             | 5            | 2            | —             | —             | 19        | 3         |
| Chelsea             | 2009–10             | Premier League        | 14                    | 3                     | 0            | 0            | 1             | 0             | 6            | 1            | 1             | 0             | 22        | 4         |
| Chelsea             | 2010–11             | Premier League        | 33                    | 3                     | 2            | 0            | 0             | 0             | 8            | 1            | 1             | 0             | 44        | 4         |
| Chelsea             | 2011–12             | Premier League        | 14                    | 0                     | 3            | 0            | 0             | 0             | 2            | 0            | —             | —             | 19        | 0         |
| Chelsea             | 2013–14             | Premier League        | 5                     | 0                     | 1            | 0            | 3             | 0             | —            | —            | —             | —             | 9         | 0         |
| Chelsea             | Tổng cộng           | Tổng cộng             | 168                   | 17                    | 20           | 1            | 15            | 1             | 49           | 6            | 4             | 0             | 256       | 25        |
| Real Madrid (mượn)  | 2012–13             | La Liga               | 20                    | 2                     | 7            | 0            | —             | —             | 7            | 0            | —             | —             | 34        | 2         |
| Real Madrid (mượn)  | Tổng cộng           | Tổng cộng             | 20                    | 2                     | 7            | 0            | —             | —             | 7            | 0            | —             | —             | 34        | 2         |
| Milan               | 2013–14             | Serie A               | 7                     | 0                     | 0            | 0            | —             | —             | 2            | 0            | —             | —             | 9         | 0         |
| Milan               | 2014–15             | Serie A               | 13                    | 0                     | 0            | 0            | —             | —             | —            | —            | —             | —             | 13        | 0         |
| Milan               | Tổng cộng           | Tổng cộng             | 20                    | 0                     | 0            | 0            | —             | —             | 2            | 0            | —             | —             | 22        | 0         |
| Panathinaikos       | 2015–16             | Superleague Greece    | 12                    | 1                     | 1            | 0            | —             | —             | 2            | 0            | —             | —             | 15        | 1         |
| Panathinaikos       | Tổng cộng           | Tổng cộng             | 12                    | 1                     | 1            | 0            | —             | —             | 2            | 0            | —             | —             | 15        | 1         |
| Tổng cộng sự nghiệp | Tổng cộng sự nghiệp | Tổng cộng sự nghiệp   | 353                   | 38                    | 39           | 1            | 19            | 2             | 76           | 11           | 6             | 1             | 492       | 53        |

### Bàn thắng quốc tế
| #  | Ngày                | Địa điểm                                      | Đối thủ    | Bàn thắng | Kết quả | Giải đấu                 |
| -- | ------------------- | --------------------------------------------- | ---------- | --------- | ------- | ------------------------ |
| 1. | 5 tháng 9 năm 2004  | Sân vận động Baba Yara, Kumasi, Ghana         | Cabo Verde | 1–0       | 2–0     | Vòng loại World Cup 2006 |
| 2. | 18 tháng 6 năm 2005 | Sân vận động FNB, Johannesburg, Nam Phi       | Nam Phi    | 2–0       | 2–0     | Vòng loại World Cup 2006 |
| 3. | 4 tháng 9 năm 2005  | Sân vận động Baba Yara, Kumasi, Ghana         | Uganda     | 1–0       | 2–0     | Vòng loại World Cup 2006 |
| 4. | 4 tháng 6 năm 2006  | Sân vận động Easter Road, Edinburgh, Scotland | Hàn Quốc   | 3–1       | 3–1     | Giao hữu                 |
| 5. | 8 tháng 10 năm 2006 | Sân vận động World Cup Seoul, Seoul, Hàn Quốc | Hàn Quốc   | 2–0       | 3–1     | Giao hữu                 |
| 6. | 28 tháng 1 năm 2008 | Sân vận động Ohene Djan, Accra, Ghana         | Maroc      | 1–0       | 2–0     | CAN 2008                 |
| 7. | 3 tháng 2 năm 2008  | Sân vận động Ohene Djan, Accra, Ghana         | Nigeria    | 1–1       | 2–1     | CAN 2008                 |
| 8. | 28 tháng 3 năm 2008 | Sân vận động Wembley, London, Anh             | México     | 1–2       | 1–2     | Giao hữu                 |
| 9. | 6 tháng 9 năm 2009  | Sân vận động Ohene Djan, Accra, Ghana         | Sudan      | 2–0       | 2–0     | Vòng loại World Cup 2010 |

## Danh hiệu
Lyon
- Ligue 1: 2003–04, 2004–05
- Trophée des Champions: 2003, 2004

Chelsea
- Premier League: 2005–06, 2009–10[88]
- FA Cup: 2006–07, 2008–09, 2009–10, 2011–12
- Football League Cup: 2006–07;[89] á quân: 2007–08[90]
- FA Community Shield: 2009
- UEFA Champions League: 2011–12; á quân: 2007–08

Ghana
- Africa Cup of Nations á quân: 2010;[91] hạng ba: 2008[92]
- FIFA U-17 World Cup á quân: 1999
- FIFA U-20 World Cup á quân: 2001[93]

### Cá nhân
- Cầu thủ xuất sắc nhất trong năm của Ligue 1
- Cầu thủ châu Phi xuất sắc nhất năm do BBC bình chọn: 2006[94]
- Cầu thủ Ghana xuất sắc nhất năm: 2008
- Cầu thủ Chelsea xuất sắc nhất năm: 2007
- Đội hình tiêu biểu CAN 2008[95]
- Bàn thắng của năm cho Chelsea: 2006–07 trong trận gặp Arsenal, 2008–09 trong trận gặp Barcelona.